# Clasificación para los Juegos Olímpicos de Roma 1960
La Clasificación para los Juegos Olímpicos de Roma 1960 fue la segunda ocasión en la que se hizo un torneo clasificatorio para el Torneo Olímpico de Fútbol de los Juegos Olímpicos de Roma 1960. 

## Cupos
Los 16 Cupos Fueron repartidos de esta manera:
Clasificados Automáticamente: 
- Italia (Anfitrión)

Europa: 7 Cupos disputados por 22 Equipos. (Incluido Israel)
América: 3 Cupos disputados por 10 Equipos.
África: 2 Cupos disputados por 9 Equipos. (Incluido Malta)
Asia: 2 Cupos disputados por 8 equipos.
Medio Oriente: 1 cupo disputado por 3 equipos. (Incluido Turquía)

## Europa

### Fase Preliminar
Aunque las reglas del COI decían que Alemania Federal y Alemania Democrática debían jugar como un solo equipo, Después de que fracasaran los acuerdos para un equipo unificado, Alemania Federal y Alemania Democrática jugaron un desempate entre ellos.
| Equipo 1             | Agr. | Equipo 2         | Ida | Vuelta |
| -------------------- | ---- | ---------------- | --- | ------ |
| Alemania Democrática | 1-4  | Alemania Federal | 0-2 | 1-2    |

### Fase de grupos

#### Grupo 1
| Pos. | País      | J | G | E | P | GF | GC | GD | Ptos. |
| ---- | --------- | - | - | - | - | -- | -- | -- | ----- |
| 1    | Dinamarca | 4 | 3 | 1 | 0 | 11 | 6  | +5 | 7     |
| 2    | Islandia  | 4 | 1 | 1 | 2 | 5  | 7  | −2 | 3     |
| 3    | Noruega   | 4 | 1 | 0 | 0 | 5  | 8  | −3 | 2     |

| 26-6-1959 | Islandia               | 2–4 | Dinamarca                       | Reykjavík, Islandia |  |
|           | Jónsson 46' · Beck 81' |     | Hansen 18' 50' · Madsen 27' 61' |                     |  |

| 2-7-1959 | Dinamarca                | 2–1 | Noruega      | Copenhagen, Dinamarca |  |
|          | Enoksen 53' · Madsen 56' |     | Pedersen 70' |                       |  |

| 7-7-1959 | Islandia    | 1–0 | Noruega | Reykjavík, Islandia |  |
|          | Jónsson 88' |     |         |                     |  |

| 18-8-1959 | Dinamarca   | 1–1 | Islandia     | Copenhagen, Dinamarca |  |
|           | Enoksen 81' |     | Teitsson 29' |                       |  |

| 21-8-1959 | Noruega                     | 2–1 | Islandia     | Oslo, Noruega |  |
|           | Backe 39' · Kristiansen 52' |     | Steinsen 74' |               |  |

| 13-9-1959 | Noruega                        | 2–4 | Dinamarca                                    | Oslo, Noruega |  |
|           | Sørensen 38' · Kristiansen 56' |     | Nielsen 29' · Enoksen 53' 88' · Pedersen 64' |               |  |

#### Grupo 2
| Pos. | País             | J | G | E | P | GF | GC | GD  | Ptos. |
| ---- | ---------------- | - | - | - | - | -- | -- | --- | ----- |
| 1    | Polonia          | 4 | 4 | 0 | 0 | 15 | 4  | +11 | 8     |
| 2    | Alemania Federal | 4 | 1 | 0 | 3 | 5  | 10 | −5  | 2     |
| 3    | Finlandia        | 4 | 1 | 0 | 3 | 7  | 13 | −6  | 2     |

| 18-10-1959 | Finlandia     | 1–3 | Polonia                               | Helsinki, Finlandia |  |
|            | Kankkonen 48' |     | Pol 3' · Hachorek 58' · Gawroński 81' |                     |  |

| 8-11-1959 | Polonia                                                     | 6–2 | Finlandia                   | Chorzów, Polonia |  |
|           | Pol 14' 19' 44' · Hachorek 43' · Sytka 53' · Szarzyński 79' |     | Österlund 7' · Peltonen 20' |                  |  |

| 11-11-1959 | Alemania Federal              | 2–1 | Finlandia     | Siegen, Alemania Federal |  |
|            | Dörfel 14' · Forss 31' (o.g.) |     | Kankkonen 76' |                          |  |

| 24-11-1959 | Alemania Federal | 0–3 | Polonia                                  | Essen, Alemania Federal |  |
|            |                  |     | Hachorek 17' · Baszkiewicz 29' · Pol 63' |                         |  |

| 18-4-1960 | Polonia                        | 3–1 | Alemania Federal | Warsaw, Polonia |  |
|           | Zientara 23' 63' · Lentner 53' |     | Walenciak 53'    |                 |  |

| 18-5-1960 | Finlandia                                  | 3–2 | Alemania Federal         | Helsinki, Finlandia |  |
|           | Pahlman 3' · Nevalainen 53' · Peltonen 74' |     | Himmelmann 4' · Rühl 72' |                     |  |

#### Grupo 3
| Pos. | País            | J | G | E | P | GF | GC | GD | Ptos. |
| ---- | --------------- | - | - | - | - | -- | -- | -- | ----- |
| 1    | Bulgaria        | 4 | 2 | 1 | 1 | 4  | 3  | +1 | 5     |
| 2    | Unión Soviética | 4 | 1 | 2 | 1 | 3  | 2  | +1 | 4     |
| 3    | Rumania         | 4 | 1 | 1 | 2 | 2  | 4  | −2 | 3     |

| 27-6-1959 | Unión Soviética | 1–1 | Bulgaria    | Lenin Central Stadium, Moscow                              |                                                            |
|           | Korolenkov 68'  |     | Milanov 26' | Asistencia: 102,000 espectadores Árbitro(s): Bengt Lundell | Asistencia: 102,000 espectadores Árbitro(s): Bengt Lundell |

| 19-7-1959 | Unión Soviética          | 2–0 | Rumania | Lenin Central Stadium, Moscow                                |                                                              |
|           | Urin 11' · Metreveli 61' |     |         | Asistencia: 102,000 espectadores Árbitro(s): Erio Pattiniemi | Asistencia: 102,000 espectadores Árbitro(s): Erio Pattiniemi |

| 2-8-1959 | Rumania | 0–0 | Unión Soviética | August 23 Stadium, Bucharest                                       |  |
|          |         |     |                 | Asistencia: 80,000 espectadores Árbitro(s): Grzegorz Alexandrowicz |  |

| 13-9-1959 | Bulgaria  | 1–0 | Unión Soviética | Vasil Levski National Stadium, Sofia                    |                                                         |
|           | Kolev 11' |     |                 | Asistencia: 45,000 espectadores Árbitro(s): Josef Stoll | Asistencia: 45,000 espectadores Árbitro(s): Josef Stoll |

| 8-11-1959 | Rumania        | 1–0 | Bulgaria | August 23 Stadium, Bucharest |  |
|           | Constantin 80' |     |          |                              |  |

| 1-5-1960 | Bulgaria                   | 2–1 | Rumania    | Vasil Levski National Stadium, Sofia |  |
|          | Yordanov 2' · Kovachev 20' |     | Tătaru 66' |                                      |  |

#### Grupo 4
| Pos. | País       | J | G | E | P | GF | GC | GD | Ptos. |
| ---- | ---------- | - | - | - | - | -- | -- | -- | ----- |
| 1    | Yugoslavia | 4 | 2 | 1 | 1 | 12 | 4  | +8 | 5     |
| 2    | Israel     | 4 | 2 | 1 | 1 | 7  | 6  | +1 | 5     |
| 3    | Grecia     | 4 | 1 | 0 | 3 | 3  | 12 | −9 | 2     |

| 18-10-1959 | Israel           | 2–2 | Yugoslavia    | Ramat Gan, Israel |  |
|            | Stelmach 64' 73' |     | Kostić 7' 76' |                   |  |

| 15-11-1959 | Yugoslavia                                  | 4–0 | Grecia | Belgrade, Yugoslavia |  |
|            | Mujić 34' 43' · Mihajlović 45' · Kostić 73' |     |        |                      |  |

| 6-3-1960 | Israel                   | 2–1 | Grecia         | Ramat Gan, Israel |  |
|          | Menchel 50' · Glazer 87' |     | Linoxilakis 6' |                   |  |

| 3-4-1960 | Grecia            | 2–1 | Israel     | Athens, Grecia |  |
|          | Serafidis 66' 80' |     | Glazer 60' |                |  |

| 10-4-1960 | Yugoslavia | 1–2 | Israel      | Belgrade, Yugoslavia |  |
|           | Mujić 32'  |     | Levi 2' 67' |                      |  |

| 24-4-1960 | Grecia | 0–5 | Yugoslavia                                                  | Athens, Grecia |  |
|           |        |     | Kostić 34' · Žanetić 66' · Takač 68' · Galić 81' · Knez 83' |                |  |

#### Grupo 5
| Pos. | País                 | J | G | E | P | GF | GC | GD | Ptos. |
| ---- | -------------------- | - | - | - | - | -- | -- | -- | ----- |
| 1    | Reino Unido          | 4 | 3 | 1 | 0 | 13 | 6  | +7 | 7     |
| 2    | República de Irlanda | 4 | 1 | 1 | 2 | 9  | 9  | 0  | 3     |
| 3    | Países Bajos         | 4 | 0 | 2 | 2 | 6  | 13 | −7 | 2     |

| 14-10-1959 | Países Bajos | 0–0 | Irlanda | The Hague, Países Bajos        |  |
|            |              |     |         | Asistencia: 7,000 espectadores |  |

| 21-11-1959 | Reino Unido      | 3–2 | Irlanda                      | Hove, Inglaterra |  |
|            | Hasty 1' 35' 82' |     | M. Ahearne 60' · M. Rice 80' |                  |  |

| 13-3-1960 | Irlanda     | 1–3 | Reino Unido                          | Dublin, República de Irlanda |  |
|           | McGrath 58' |     | Coates 47' · Brown 75' · Harding 80' |                              |  |

| 2-4-1960 | Países Bajos | 1–5 | Reino Unido                                 | Zwolle, Países Bajos |  |
|          | Hainje 75'   |     | Lewis 21' 83' 85' · Lindsay 47' · Brown 80' |                      |  |

| 13-4-1960 | Reino Unido          | 2–2 | Países Bajos                     | White Hart Lane, Londres |  |
|           | Brown 5' · Lewis 60' |     | de Kleermaeker 70' · Bouwman 75' |                          |  |

| 20-4-1960 | Irlanda                                                                  | 6–3 | Países Bajos                             | Dublin, República de Irlanda |  |
|           | F. McCarthy 5' · McGrath 14' 45' · Hale 20' 81' · van Ierland 56' (a.g.) |     | Hainje 21' · Bouwman 36' · Slijkhuis 50' |                              |  |

#### Grupo 6
| Pos. | País       | J | G | E | P | GF | GC | GD | Ptos. |
| ---- | ---------- | - | - | - | - | -- | -- | -- | ----- |
| 1    | Francia    | 4 | 3 | 1 | 0 | 7  | 6  | +1 | 6     |
| 2    | Luxemburgo | 4 | 1 | 2 | 1 | 7  | 6  | +1 | 4     |
| 3    | Suiza      | 4 | 0 | 2 | 2 | 3  | 5  | -2 | 2     |

| 11-11-1959 | Francia    | 1–0 | Luxemburgo | Dijon, Francia |  |
|            | Quédec 37' |     |            |                |  |

| 22-11-1959 | Suiza     | 1–2 | Francia                  | Lucerna, Suiza |  |
|            | Grand 43' |     | Quédec 19' · Coinçon 87' |                |  |

| 27-3-1960 | Luxemburgo | 0–0 | Suiza | Luxembourg, Luxemburgo         |  |
|           |            |     |       | Asistencia: 4,000 espectadores |  |

| 10-4-1960 | Luxemburgo                                                          | 5–3 | Francia                   | Luxembourg, Luxemburgo |  |
|           | Brenner 5' (pen.) · Theis 7' · Kunnert 14' · Pilot 53' · Konter 75' |     | Arab 15' · Quédec 40' 55' |                        |  |

| 13-4-1960 | Suiza            | 2–2 | Luxemburgo                | Basel, Suiza |  |
|           | Gottardi 18' 56' |     | Kunnert 72' · Brenner 87' |              |  |

| 1-5-1960 | Francia    | 1–0 | Suiza | Chambéry, Francia |  |
|          | Aigony 37' |     |       |                   |  |

#### Grupo 7
| Pos. | País           | J | G | E | P | GF | GC | GD | Ptos. |
| ---- | -------------- | - | - | - | - | -- | -- | -- | ----- |
| 1    | Hungría        | 4 | 4 | 0 | 0 | 10 | 3  | +7 | 8     |
| 2    | Checoslovaquia | 4 | 1 | 1 | 2 | 4  | 5  | −1 | 3     |
| 3    | Austria        | 4 | 0 | 1 | 2 | 2  | 8  | −6 | 1     |

| 7-10-1959 | Austria | 0–0 | Checoslovaquia | Vienna, Austria                 |  |
|           |         |     |                | Asistencia: 30,000 espectadores |  |

| 22-11-1959 | Hungría                        | 2–1 | Austria       | Budapest, Hungría |  |
|            | Albert 1' · Várhidi 47' (pen.) |     | Kohlhauser 6' |                   |  |

| 26-3-1960 | Austria | 0–4 | Hungría                                 | Graz, Austria |  |
|           |         |     | Orosz 28' · Albert 49' 65' · Sátori 74' |               |  |

| 6-4-1960 | Checoslovaquia | 1–2 | Hungría        | Brno, Checoslovaquia |  |
|          | Obert 87'      |     | Albert 27' 65' |                      |  |

| 24-4-1960 | Hungría                | 2–1 | Checoslovaquia | Budapest, Hungría |  |
|           | Kovács 5' · Sátori 74' |     | Bubník 20'     |                   |  |

| 30-4-1960 | Checoslovaquia  | 2–1 | Austria           | Ústí nad Labem, Checoslovaquia |  |
|           | Kadraba 34' 44' |     | Skocik 58' (pen.) |                                |  |

## América

### Primera Ronda
| Equipo 1              | Agr. | Equipo 2       | Ida | Vuelta |
| --------------------- | ---- | -------------- | --- | ------ |
| México                | 3-1  | Estados Unidos | 2-0 | 1-1    |
| Antillas Neerlandesas | 3-6  | Surinam        | 2-2 | 1-4    |
| Colombia              | 3-7  | Brasil         | 2-0 | 1-7    |
| Chile                 | 1-11 | Argentina      | 1-5 | 0-6    |
| Perú                  | 9-2  | Uruguay        | 6-0 | 3-2    |

### Segunda Ronda
Los partidos se jugaron el Lima, Perú.
| Equipo    | Pts. | PJ | PG | PE | PP | GF | GC | Dif |
| --------- | ---- | -- | -- | -- | -- | -- | -- | --- |
| Argentina | 8    | 4  | 4  | 0  | 0  | 14 | 5  | 9   |
| Perú      | 6    | 4  | 3  | 0  | 1  | 7  | 3  | 4   |
| Brasil    | 4    | 4  | 2  | 0  | 2  | 7  | 7  | 0   |
| México    | 2    | 4  | 1  | 0  | 3  | 6  | 6  | 0   |
| Surinam   | 0    | 4  | 0  | 0  | 4  | 4  | 17 | -13 |

| 16-4-1960 | Argentina                                                               | 6–2 | Surinam                     | Lima, Perú |  |
|           | Oleniak 11' · Boerleider 14' (a.g.) · Rendo 51' 64' · Desiderio 68' 87' |     | Niekoop 15' · Foe A Man 40' |            |  |

| 16-4-1960 | Perú         | 1–0 | México | Lima, Perú |  |
|           | Gallardo 58' |     |        |            |  |

| 19-4-1960 | Brasil               | 2–1 | México      | Lima, Perú |  |
|           | Bruno 1' · China 26' |     | Álvarez 50' |            |  |

| 19-4-1960 | Perú                          | 3–1 | Surinam     | Lima, Perú |  |
|           | Gallardo 62' 87' · Altuna 79' |     | Niekoop 43' |            |  |

| 21-4-1960 | México                                               | 4–0 | Surinam | Lima, Perú |  |
|           | Ramírez 2' · Mercado 39' · Benítez 72' · Álvarez 90' |     |         |            |  |

| 21-4-1960 | Argentina                       | 3–1 | Brasil     | Lima, Perú |  |
|           | Desiderio 56' 62' · Oleniak 78' |     | Jaburu 25' |            |  |

| 24-4-1960 | Perú        | 1–2 | Argentina        | Lima, Perú |  |
|           | Ramírez 81' |     | Desiderio 9' 88' |            |  |

| 27-4-1960 | Surinam      | 1–4 | Brasil                                                    | Lima, Perú |  |
|           | Foe A Man 7' |     | Wooter 17' (a.g.) · Maranhão 43' · China 63' · Jaburu 87' |            |  |

| 27-4-1960 | México      | 1–3 | Argentina                                | Lima, Perú |  |
|           | Álvarez 28' |     | De Ciancio 42' · Oleniak 53' · Rendo 75' |            |  |

| 30-4-1960 | Perú                     | 2–0 | Brasil | Lima, Perú |  |
|           | Gallardo 61' · Nieri 84' |     |        |            |  |

## África

### Primera Ronda

#### Grupo 1
| Pos. | País      | J | G | E | P | GF | GC | GD | Ptos. |
| ---- | --------- | - | - | - | - | -- | -- | -- | ----- |
| 1    | Túnez     | 4 | 2 | 1 | 1 | 5  | 3  | +2 | 5     |
| 2    | Marruecos | 4 | 2 | 1 | 1 | 7  | 6  | +1 | 5     |
| 3    | Malta     | 4 | 0 | 2 | 2 | 3  | 6  | −3 | 2     |

| Equipo 1  | Resultado | Equipo 2  |
| --------- | --------- | --------- |
| Malta     | 0-0       | Túnez     |
| Malta     | 2-2       | Marruecos |
| Túnez     | 2–0       | Marruecos |
| Túnez     | 2–0       | Malta     |
| Marruecos | 2-1       | Malta     |
| Marruecos | 3–1       | Túnez     |

#### Grupo 2
| Pos. | País                  | J | G | E | P | GF | GC | GD | Ptos. |
| ---- | --------------------- | - | - | - | - | -- | -- | -- | ----- |
| 1    | República Árabe Unida | 4 | 3 | 0 | 1 | 11 | 5  | +6 | 6     |
| 2    | Ghana                 | 4 | 2 | 0 | 2 | 8  | 6  | +2 | 4     |
| 3    | Nigeria               | 4 | 1 | 0 | 3 | 6  | 14 | −8 | 2     |

| Equipo 1              | Resultado | Equipo 2              |
| --------------------- | --------- | --------------------- |
| Nigeria               | 3-1       | Ghana                 |
| Ghana                 | 4-1       | Nigeria               |
| República Árabe Unida | 2–1       | Ghana                 |
| Ghana                 | 2–0       | República Árabe Unida |
| Nigeria               | 2-6       | República Árabe Unida |
| República Árabe Unida | 3–0       | Nigeria               |

#### Grupo 3
| Pos. | País    | J | G | E | P | GF | GC | GD | Ptos. |
| ---- | ------- | - | - | - | - | -- | -- | -- | ----- |
| 1    | Sudán   | 4 | 3 | 1 | 0 | 6  | 2  | +4 | 7     |
| 2    | Etiopía | 4 | 1 | 2 | 1 | 5  | 6  | −1 | 4     |
| 3    | Uganda  | 4 | 0 | 1 | 3 | 2  | 5  | −3 | 1     |

| Equipo 1 | Resultado | Equipo 2 |
| -------- | --------- | -------- |
| Uganda   | 1-2       | Etiopía  |
| Sudán    | 3-1       | Etiopía  |
| Sudán    | 1–0       | Uganda   |
| Etiopía  | 1-1       | Uganda   |
| Etiopía  | 1-1       | Sudán    |
| Uganda   | 0–1       | Sudán    |

### Fase Final

#### Triangular
| Pos. | País                  | J | G | E | P | GF | GC | GD | Ptos. |
| ---- | --------------------- | - | - | - | - | -- | -- | -- | ----- |
| 1    | República Árabe Unida | 4 | 3 | 1 | 0 | 7  | 1  | +6 | 7     |
| 2    | Túnez                 | 4 | 1 | 1 | 2 | 3  | 4  | −1 | 3     |
| 3    | Sudán                 | 4 | 1 | 0 | 0 | 1  | 6  | −5 | 2     |

| 14-2-1960 | Sudán      | 1–0 | Túnez | Khartoum Stadium, Khartoum |  |
|           | Eltoum 61' |     |       |                            |  |

| 19-2-1960 | República Árabe Unida            | 3–1 | Túnez       | Al Ahly Stadium, El Cairo |  |
|           | Redha 50' · Abdel Fattah 71' 89' |     | Karmous 60' |                           |  |

| 26-2-1960 | Sudán | 0–1 | República Árabe Unida | Khartoum Stadium, Khartoum |  |
|           |       |     | El-Hamouly 77' (pen.) |                            |  |

| 3-4-1960 | Túnez | 0–0 | República Árabe Unida | Stade Géo André, Tunis          |  |
|          |       |     |                       | Asistencia: 40,000 espectadores |  |

| 17-4-1960 | Túnez                  | 2–0 | Sudán | Stade Géo André, Tunis |  |
|           | Diwa 10' · Karmous 79' |     |       |                        |  |

| 22-4-1960 | República Árabe Unida                          | 3–0 | Sudán | Al Ahly Stadium, El Cairo |  |
|           | Abdel Fattah 22' · El-Fanagily 48' · Redha 65' |     |       |                           |  |

## Asia
|  | Cuartos de final   | Cuartos de final   | Cuartos de final |           |                    | Semifinales | Semifinales | Semifinales |  |  | Final | Final | Final |
|  |                    |                    |                  |           |                    |             |             |             |  |  |       |       |       |
|  |                    |                    |                  |           |                    |             |             |             |  |  |       |       |       |
|  | Indonesia          |                    |                  |           |                    |             |             |             |  |  |       |       |       |
|  | Australia          | W.O.               |                  |           |                    |             |             |             |  |  |       |       |       |
|  | Australia          | W.O.               |                  | Indonesia | 2                  | 0           |             |             |  |  |       |       |       |
|  |                    |                    |                  | Indonesia | 2                  | 0           |             |             |  |  |       |       |       |
|  |                    | India              | 4                | 2         |                    |             |             |             |  |  |       |       |       |
|  | Afganistán         | India              | 4                | 2         | 2                  | W.O.        |             |             |  |  |       |       |       |
|  | Afganistán         |                    |                  |           | 2                  | W.O.        |             |             |  |  |       |       |       |
|  | India              | 5                  |                  |           |                    |             |             |             |  |  |       |       |       |
|  |                    |                    |                  |           |                    |             |             |             |  |  |       |       |       |
|  |                    |                    |                  |           |                    |             |             |             |  |  |       |       |       |
|  | Tailandia          | 1                  | 1                |           |                    |             |             |             |  |  |       |       |       |
|  | República de China | 3                  | 3                |           |                    |             |             |             |  |  |       |       |       |
|  | República de China | 3                  | 3                |           | República de China | 1           | 2           |             |  |  |       |       |       |
|  |                    |                    |                  |           | República de China | 1           | 2           |             |  |  |       |       |       |
|  |                    | República de Corea | 2                | 0         |                    |             |             |             |  |  |       |       |       |
|  | Japón              | República de Corea | 2                | 0         | 0                  | 1           |             |             |  |  |       |       |       |
|  | Japón              |                    |                  |           | 0                  | 1           |             |             |  |  |       |       |       |
|  | República de Corea | 2                  | 0                |           |                    |             |             |             |  |  |       |       |       |

## Medio Oriente

### Triangular
| Pos. | País    | J | G | E | P | GF | GC | GD  | Ptos. |
| ---- | ------- | - | - | - | - | -- | -- | --- | ----- |
| 1    | Turquía | 4 | 4 | 0 | 0 | 14 | 3  | +11 | 8     |
| 2    | Irak    | 4 | 2 | 0 | 2 | 14 | 10 | +4  | 4     |
| 3    | Líbano  | 4 | 0 | 0 | 4 | 0  | 15 | −15 | 0     |

| 15-11-1959 | Líbano | 0–3 | Irak                       | Beirut, Líbano |  |
|            |        |     | Baba 2' 70' · Abdullah 85' |                |  |

| 25-11-1959 | Irak                                                   | 8–0 | Líbano | Baghdad, Irak |  |
|            | Baba 5' 27' · Abdullah 17' 40' 50' 85' · Salih 58' 88' |     |        |               |  |

| 6-12-1959 | Turquía                                                         | 7–1 | Irak     | Adana, Turquía |  |
|           | Yalçınkaya 14' 72' · Şensan 37' 61' 87' · Güneş 54' · Köken 74' |     | Baba 12' |                |  |

| 13-12-1959 | Irak         | 2–3 | Turquía                                 | Baghdad, Irak |  |
|            | Baba 35' 52' |     | Güneş 20' · Atakan 60' · Yalçınkaya 65' |               |  |

## Clasificados a los Juegos Olímpicos de Roma 1960
- Italia (anfitrión)
- Dinamarca
- Polonia
- Bulgaria
- Yugoslavia
- Reino Unido
- Francia
- Hungría
- Argentina
- Perú
- Brasil
- República Árabe Unida
- Túnez
- India
- República de China
- Turquía